# Asmate unilineata
Asmate unilineata är en fjärilsart som beskrevs av Leo Schwingenschuss 1962. Asmate unilineata ingår i släktet Asmate och familjen mätare. Inga underarter finns listade i Catalogue of Life.